# 牧野良三
牧野 良三（まきの りょうぞう、1885年（明治18年）5月26日 - 1961年（昭和36年）6月1日）は、日本の政治家。

## 来歴・人物
岐阜県大野郡高山町上向町（現・高山市）に旅館主・牧野伊平の三男として生まれた。斐太中学、旧制山口高等学校（旧旧山高）を経て東京帝国大学法科大学に進学し、卒業後、官界・法曹界を経て政界に入った。総選挙に通算12回立候補し、10回当選した。
戦前は立憲政友会に所属した。政友会内にあっては自由主義の立場に立ち、1939年（昭和14年）の政友会の分裂に際しては自由主義的な正統派（総裁・久原房之助）に所属し、翌1940年（昭和15年）に反軍演説による斎藤隆夫除名問題に際しても同じ政友会正統派所属の芦田均や宮脇長吉らとともに斎藤除名に対し反対票を投じた（反対票は7票のみ）。政党解消後も翼賛議員同盟には所属せず、西尾末広、松本治一郎、河野一郎らと興亜議員同盟に所属したが、翼賛選挙に際しては大政翼賛会と妥協し、翼賛政治体制協議会の推薦候補となる。このことが原因となり、戦後は公職追放された。
政治家としての業績は、第3次鳩山内閣の法務大臣を務めたことや政友会総務、自由党・日本民主党・自由民主党の顧問などを歴任したことが挙げられる。弁護士として良三が創設した「牧野良三法律事務所」は、その後、新家猛を代表とする「新家法律事務所」に引き継がれ、1980年（昭和55年）に、坂野滋が第3代所長となり、1997年（平成9年）4月、現在の名称「東京八丁堀法律事務所」となった。
法学者の牧野英一は兄。兄弟そろって法学博士号を取得しており、英一・良三ともに高山市名誉市民である。
妻の清子は実業家の伊藤貴志の三女。

## 略歴

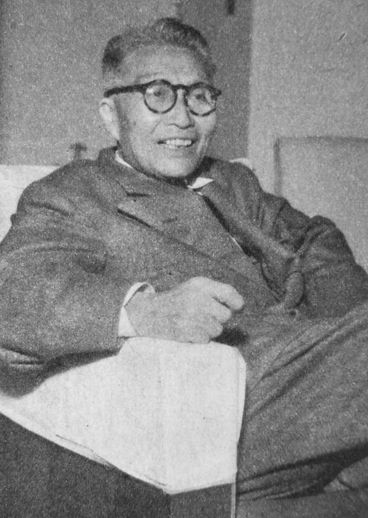
1953年

- 1911年（明治44年）：東京帝国大学法科大学独法科卒業、逓信省に入省する。
- 1913年（大正2年）：逓信省為替貯金局証券課長に就任。
- 1914年（大正3年）：退官し大阪商船に入社。
- 1915年（大正4年）：大阪商船を退社。
- 1916年（大正5年）：弁護士登録。
- 1918年（大正7年）：中橋徳五郎文部大臣の秘書官兼文部参事官となる。
- 1920年（大正9年）：故郷から政友会公認で第14回衆議院議員総選挙に出馬し初当選[4]。
- 1927年（昭和2年）：田中義一内閣の商工参与官。
- 1934年（昭和9年）：齋藤内閣の逓信政務次官。
- 1939年（昭和14年）：政友会の分裂に際し、久原房之助や鳩山一郎らとともに正統派に所属する。
- 1940年（昭和15年）：反軍演説による斎藤隆夫の除名に反対票を投じる。
- 1942年（昭和17年）：翼賛選挙で翼賛政治体制協議会の推薦候補として当選[2]。
- 1945年（昭和20年）：日本自由党の結成に参加、常任総務となる。
- 1946年（昭和21年）：公職追放の対象となる。
- 1950年（昭和25年）：公職追放を解除され、全国選挙管理委員会会長に就任。
- 1951年（昭和26年）：欧米に出張し各国の選挙制度を視察。
- 1952年（昭和27年）：自由党公認で第25回衆議院議員総選挙に出馬し当選、政界復帰を果たす。
- 1954年（昭和29年）：『競争入札と談合』で法学博士号を取得（東北大学）[5]。
- 1955年（昭和30年）：衆議院予算委員長に就任。第3次鳩山内閣に法務大臣として入閣。
- 1958年（昭和33年）：第28回衆議院議員総選挙に落選し、政界から引退。
- 1961年（昭和36年）：5月に高山市名誉市民となるが、1ヶ月後の6月1日に76歳にて死去。叙正三位、叙勲一等授旭日大綬章。

## 著書
- 『投票用紙事件の表裏』牧野良三、1917年7月。
- 『政民両党の政策比較』文教社、1932年2月。NDLJP:1055141。
- 『特別会計となつた通信事業 その沿革と内容に就て』社会教育協会、1934年5月。
- 『請負業者の所謂談合に就て』新家猛、1935年4月。
- 『所謂談合に関する研究資料』新家猛、1937年2月。
- 『林内閣を撃つ 自覚の一票、政府の退却』立憲政友会本部、1937年4月。NDLJP:1093011。
- 『林内閣を撃つ 輿論政治か独善主義か』森田書房、1937年4月。NDLJP:1091627。
- 『欧羅巴から日本を見る』社会教育協会〈教育パンフレット 第337輯〉、1939年4月。
- 『牧野理事長講演 商業人の覚醒』日本繊維製品小売商業組合連合会、1941年3月。NDLJP:1022781。
- 『競争入札と談合』解説社、1953年9月。
  - 『競争入札と談合』都市文化社〈建設新書 3〉、1984年9月。ISBN 9784924720497。
- 『牧野良三』牧野良三刊行会、1962年6月。
- 『中橋徳五郎 伝記・中橋徳五郎』 上巻、大空社〈伝記叢書 179〉、1995年6月。ISBN 9784872364781。
- 『中橋徳五郎 伝記・中橋徳五郎』 下巻、大空社〈伝記叢書 180〉、1995年6月。ISBN 9784872364798。